# Aeroportul Grande Cache
Aeroportul Grande Cache (IATA: YGC) este un aeroport din Alberta, Canada. Aeroportul a fost tranzitat în 2016 de 0 pasageri.
Situat la o altitudine de 1.253 m, aeroportul dispune de o singură pistă.